# Danh sách bài hát thu âm bởi EXO
Danh sách bài bát thu âm bởi nhóm nhạc nam Hàn - Trung EXO, bao gồm thêm 2 nhóm nhỏ EXO-K và EXO-M.
Tính đến tháng 5 năm 2020, nhóm đã thu âm hơn 120 bài hát.
| Song released as a single | Phát hành theo dạng đĩa đơn |

## 0-9
| Tiêu đề                 | Tác giả                                                                | Album                  | Năm  | Có liên quan |
| ----------------------- | ---------------------------------------------------------------------- | ---------------------- | ---- | ------------ |
| "3.6.5. (세 여섯 다섯)" | Hayden Bell Didrik Thott Christian Fast Henrik oh Nordenback           | XOXO                   | 2013 | [ 1 ]        |
| "24/7"                  | Kenzie Harvey Mason Jr The Wavys The Wildcardz Aaron Berton Andrew Hey | Don't Mess Up My Tempo | 2018 | [ 2 ]        |

## A
| Tiêu đề                 | Tác giả                                           | Album  | Năm  | Có liên quan |
| ----------------------- | ------------------------------------------------- | ------ | ---- | ------------ |
| "Angel (너의 세상으로)" | J. Lewis Jarah Gibson DK Hyuk Shin Sasha Hamilton | MAMA   | 2012 | [ 3 ] [ 4 ]  |
| "Artificial Love"       | JQ Seolim Ji Ye-won                               | Ex'Act | 2016 | [ 5 ]        |

## B
| Tiêu đề                        | Tác giả                                                                                          | Album                       | Năm  | Có liên quan |
| ------------------------------ | ------------------------------------------------------------------------------------------------ | --------------------------- | ---- | ------------ |
| "Baby Don't Cry (인어의 눈물)" | Andrew Choi Im Kwang-wook Kalle Engstrom Kim Tae-sung Ophelia                                    | XOXO                        | 2013 | [ 1 ]        |
| "Black Pearl (검은 진주)"      | 2xxx! Brittani White Deanfluenza DK Hyuk Shin Jasmine Kearse JJ Evans                            | XOXO                        | 2013 | [ 1 ]        |
| "Baby (아가)"                  | Kenzie Kim Jung-bae                                                                              | XOXO                        | 2013 | [ 1 ]        |
| "Beautiful"                    | Teddy Riley DOM Richard Garcia Dantae Johnson Labyron Walton Lee Chae-yoon                       | Exodus                      | 2015 | [ 6 ] [ 7 ]  |
| "Been Through (지나갈 테니)"   | Park Ji-hee JQ Mike Woods Kevin White Brandyn Burnette Molly Moore MZMC Heavy Rice n' Peas Bazzi | Universe                    | 2017 | [ 8 ]        |
| "Boomerang (부메랑)"           | Jo Yoon-kyung                                                                                    | The War: The Power of Music | 2017 | [ 9 ]        |
| "Bad Dream (후폭풍)"           | Seo Ji-eum Mike Daley Mitchell Owens Bianca “Blush” Atterberry Deez                              | Don't Mess Up My Tempo      | 2018 | [ 2 ]        |
| "Bird"                         | Natsumi Kobayashi                                                                                | Non-album release           | 2019 | [ 10 ]       |
| "Baby You Are"                 | JQ Park Ji-hee Wendy Wang Mozella Benjamin Ingrosso Allakoi Peete                                | Obsession                   | 2019 | [ 11 ]       |
| "Butterfly Effect (나비효과)"  | Lee Su-ran LDN Noise Adrian McKinnon                                                             | Obsession                   | 2019 | [ 11 ]       |

## C
| Tiêu đề               | Tác giả             | Album                | Năm  | Có liên quan  |
| --------------------- | ------------------- | -------------------- | ---- | ------------- |
| "Christmas Day"       | Misfit              | Miracles in December | 2013 | [ 12 ] [ 13 ] |
| "Call Me Baby"        | Nigel Kim Dong-hyun | Exodus               | 2015 | [ 6 ] [ 7 ]   |
| "Can't Bring Me Down" | Young-hu Kim        | Lotto                | 2016 | [ 14 ]        |
| "Cloud 9"             | Misfit              | Ex'Act               | 2016 | [ 5 ]         |
| "Coming Over"         | Amon Hayashi        | Countdown            | 2016 | [ 15 ]        |
| "Cosmic Railway"      | Sara Sakurai        | Countdown            | 2018 | [ 15 ]        |
| "Chill (소름)"        | Chanyeol Seo Ji-eum | The War              | 2017 | [ 16 ]        |

## D
| Tiêu đề                              | Tác giả                                                                                             | Album                              | Năm  | Có liên quan |
| ------------------------------------ | --------------------------------------------------------------------------------------------------- | ---------------------------------- | ---- | ------------ |
| "Don't Go (나비소녀)"                | Luhan Hyuk Shin John Major Jordan Kyle Jeffrey Patrick Lewis                                        | XOXO                               | 2013 | [ 1 ]        |
| "December, 2014 (The Winter's Tale)" | January 8th (Jam Factory)                                                                           | Exology Chapter 1: The Lost Planet | 2014 | [ 17 ]       |
| "Drop That"                          | MQ Jae Shim (BeatBurger) Tanaka Hidenori (agehasprings)                                             | Countdown                          | 2015 | [ 15 ]       |
| "Dancing King" (with Yoo Jae-suk)    | JQ Jang Yeo-jin                                                                                     | SM Station Season 1                | 2016 | [ 18 ]       |
| "Diamond (다이아몬드)"               | Jo Yoon-kyung                                                                                       | The War                            | 2017 | [ 16 ]       |
| "Damage"                             | Shin Jin-hye LDN Noise Deez Adrian Mckinnon                                                         | Don't Mess Up My Tempo             | 2018 | [ 2 ]        |
| "Day After Day (오늘도)"             | Jo Yoon-kyung Mike Daley Mitchell Owens Deez Jeff Lewis                                             | Obsession                          | 2019 | [ 11 ]       |
| "Don't fight the feeling"            | Kenzie Mike Jiminez Damon Thomas Tesung Kim (Iconic Sound) Tha Aristocrats Tiyon "TC" Mack Moon Kim | Don't Fight the Feeling            | 2021 | [ 19 ]       |

## E
| Tiêu đề               | Tác giả                                                  | Album                             | Năm  | Có liên quan |
| --------------------- | -------------------------------------------------------- | --------------------------------- | ---- | ------------ |
| "El Dorado"           | Lim Kwang-wook Mage Chase Seo Ji-eum Lee Yoo-jin         | Exodus                            | 2015 | [ 6 ] [ 7 ]  |
| "Exodus"              | Albi Albertsson Yuka Otsuki Fabian Strangl Jo Yoon-kyung | Exodus                            | 2015 | [ 6 ] [ 7 ]  |
| "Exo Keep On Dancing" | Shim Jae-won                                             | EXO PLANET #3 –THE EXO'rDIUM[dot] | 2017 | [ 20 ]       |
| "Electric Kiss"       | Junji Ishiwatari                                         | Countdown                         | 2018 | [ 15 ]       |

## F
| Tiêu đề           | Tác giả                                                                                                  | Album                             | Năm  | Có liên quan  |
| ----------------- | --- | --------------------------------- | ---- | ------------- |
| "First Love"      | Cedric "Dabenchwarma" Smith Keynon Moore Henry Hill Ahmad Russell Catherine Ahn Danny Jones Zev Perilman | Love Me Right                     | 2015 | [ 21 ] [ 22 ] |
| "Falling For You" | Seo Ji-eum                                                                                               | For Life                          | 2016 | [ 23 ]        |
| "For Life"        | Kenzie                                                                                                   | For Life                          | 2016 | [ 23 ]        |
| "Forever"         | Kenzie                                                                                                   | The War                           | 2017 | [ 16 ]        |
| "Full Moon"       | MQ | EXO PLANET #3 –THE EXO'rDIUM[dot] | 2017 | [ 20 ]        |
| "Fall"            | JQ Mola MQ                                                                                               | Universe                          | 2017 | [ 8 ]         |

## G
| Tiêu đề                   | Tác giả                                              | Album                  | Năm  | Có liên quan |
| ------------------------- | ---------------------------------------------------- | ---------------------- | ---- | ------------ |
| "Growl (으르렁)"          | Hyuk Shin DK Jordan Kyle John Major Jarah Gibson     | Growl                  | 2013 | [ 24 ]       |
| "Girl X Friend"           | Je Yi-kyu Seo-lim Ji Ye-won                          | Sing for You           | 2015 | [ 25 ]       |
| "Going Crazy (내가 미쳐)" | JQ Seolim                                            | The War                | 2017 | [ 16 ]       |
| "Good Night"              | Hyun Ji-won JQ                                       | Universe               | 2017 | [ 8 ]        |
| "Gravity"                 | Chanyeol Kim Min-jung LDN Noise Deez Adrian Mckinnon | Don't Mess Up My Tempo | 2018 | [ 2 ]        |
| "Groove (춤)"             | JQ Mola Hyuk Shin Blair Taylor Jisoo Park            | Obsession              | 2019 | [ 11 ]       |

## H
| Tiêu đề                    | Tác giả                                                     | Album  | Năm  | Có liên quan |
| -------------------------- | ----------------------------------------------------------- | ------ | ---- | ------------ |
| "History"                  | Remee Mikkel Sigvardt Jackman Thomas Troelsen Yoo Young-jin | Mama   | 2012 | [ 3 ] [ 4 ]  |
| "Heart Attack (심장 마비)" | GoodWill & MGI Reynard Silva                                | XOXO   | 2013 | [ 1 ]        |
| "Hurt"                     | Albi Albertsson 100% Seo-jung                               | Exodus | 2015 | [ 6 ] [ 7 ]  |
| "Heaven"                   | Chanyeol Min Yeon-jae                                       | Ex'Act | 2016 | [ 5 ]        |

## I
| Tiêu đề         | Tác giả      | Album     | Năm  | Có liên quan |
| --------------- | ------------ | --------- | ---- | ------------ |
| "Into My World" | Sara Sakurai | Countdown | 2018 | [ 15 ]       |

## J
| Tiêu đề                    | Tác giả                                                                                   | Album                   | Năm  | Có liên quan |
| -------------------------- | ----------------------------------------------------------------------------------------- | ----------------------- | ---- | ------------ |
| "Jekyll (지킬)"            | JQ Kim Hye-jin Tay Jasper Kaelin Ellis Nicky van der Lugt Melsert                         | Obsession               | 2019 | [ 11 ]       |
| "Just as Usual (지켜줄게)" | Thama (Devine Channel) San (Vendors) Fascinador (Vendors) Zenur (Vendors) Shaquille Rayes | Don't Fight the Feeling | 2021 | [ 19 ]       |

## K
| Tiêu đề     | Tác giả                               | Album   | Năm  | Có liên quan |
| ----------- | ------------------------------------- | ------- | ---- | ------------ |
| "Ko Ko Bop" | Chen Chanyeol Baekhyun JQ Hyun Ji-won | The War | 2017 | [ 16 ]       |

## L
| Tiêu đề                             | Tác giả | Album                  | Năm  | Có liên quan  |
| ----------------------------------- | --- | ---------------------- | ---- | ------------- |
| "Let Out The Beast (짐승을 보자)"   | Charles Wiggins Chris Lightbody Jay J. Kim Robert Peters Robert Steinmille Spencer Yaras Taeko Carroll     | XOXO                   | 2013 | [ 1 ]         |
| "Lucky (운이 좋은)"                 | Kim Eana                                                                                                   | Growl                  | 2013 | [ 24 ]        |
| "Love, Love, Love"                  | Seo Ji-eum Annakid (黄貞穎 Annakid)                                                                        | Overdose               | 2014 | [ 26 ] [ 27 ] |
| "Lady Luck (유성우)"                | Command Freaks Andreas Stone Johansson Jo Yoon-kyung                                                       | Exodus                 | 2015 | [ 6 ] [ 7 ]   |
| "Love Me Right ~romantic universe~" | YooWon Oh(Jam Factory) DongHyun Kim Sara Sakurai                                                           | Countdown              | 2015 | [ 15 ]        |
| "Lightsaber"                        | Chanyeol MQ Jung Ju-hee                                                                                    | Sing For You Countdown | 2015 | [ 25 ]        |
| "Love Me Right"                     | Denzil "DR" Remedios Nermin Harambasic Courtney Woolsey Peter Tambakis Ryan S. Jhun Jarah Lafayette Gibson | Love Me Right          | 2015 | [ 21 ] [ 22 ] |
| "Lotto"                             | JQ Seolim Jo Yoon-kyung Kim Min-ji (Jam Factory)                                                           | Lotto                  | 2016 | [ 14 ]        |
| "Lucky One"                         | JQ Seolim Choi Jin-seon Jang Yeo-jin                                                                       | Ex'Act                 | 2016 | [ 5 ]         |
| "Lights Out"                        | Chen | Universe               | 2017 | [ 8 ]         |
| "Lovin' You Mo'"                    | Amon Hayashi (Digz Inc.)                                                                                   | Countdown              | 2018 | [ 15 ]        |
| "Love Shot"                         | Jo Yoon-kyung Chen Chanyeol Mike Woods Kevin White Andrew Bazzi Anthony Russo MZMC                         | Love Shot              | 2018 | [ 28 ]        |

## M
| Tiêu đề                              | Tác giả                         | Album                | Năm  | Có liên quan  |
| ------------------------------------ | ------------------------------- | -------------------- | ---- | ------------- |
| "Machine"                            | Albi Albertsson Timo Kaukolampi | Mama                 | 2012 | [ 3 ] [ 4 ]   |
| "Mama"                               | Yoo Young-jin                   | Mama                 | 2012 | [ 3 ] [ 4 ]   |
| "Miracles in December (12월의 기적)" | Sarah Yoon Liu Yuan             | Miracles in December | 2013 | [ 12 ] [ 13 ] |
| "My Turn To Cry"                     | Kim Young-hu                    | Miracles in December | 2013 | [ 12 ] [ 13 ] |
| "My Lady (내 여자)"                  | Hitchhiker (DJ Jinu) Ophelia    | XOXO                 | 2013 | [ 1 ]         |
| "Moonlight (월광)"                   | Seo Ji-eum Lin Xin Ye           | Overdose             | 2014 | [ 26 ] [ 27 ] |
| "My Answer"                          | Lee Joo-hyung                   | Exodus               | 2015 | [ 6 ] [ 7 ]   |
| "Monster"                            | Kenzie Deepflow                 | Ex'Act               | 2016 | [ 5 ]         |

## N
| Tiêu đề           | Tác giả                                                               | Album                   | Năm  | Có liên quan |
| ----------------- | --------------------------------------------------------------------- | ----------------------- | ---- | ------------ |
| "No Matter (훅!)" | Mok Ji-min (lalala Studio) Skylar Mones Andreas Öberg Patrick Hartman | Don't Fight the Feeling | 2021 | [ 19 ]       |
| "Non Stop"        | Jo Yoon-kyung Obi Klein Charli Taft Andreas Oberg                     | Obsession               | 2019 | [ 11 ]       |

## O
| Tiêu đề                    | Tác giả | Album                  | Năm  | Có liên quan  |
| -------------------------- | --- | ---------------------- | ---- | ------------- |
| "Overdose (중독)"          | Kenzie Annakid (黄貞穎 Annakid) The Underdogs                                                                | Overdose               | 2014 | [ 26 ] [ 27 ] |
| "On The Snow (발자국)"     | Ryu Da-som                                                                                                   | Sing For You           | 2015 | [ 25 ]        |
| "One And Only (유리어항)"  | Park Seong-hee                                                                                               | Ex'Act                 | 2016 | [ 5 ]         |
| "Ooh La La La (닿은 순간)" | Hwang Yoo-bin Jamil 'Digi' Chammas Andrew Bazzi Justin Lucas Anthony Pavels MZMC                             | Don't Mess Up My Tempo | 2018 | [ 2 ]         |
| "Oasis (오아시스)"         | Jo Yoon-kyung Kevin White Mike Woods Andrew Bazzi MZMC                                                       | Don't Mess Up My Tempo | 2018 | [ 2 ]         |
| "Obsession"                | Kenzie Dwayne Abernathy Jr Cristi “Stalone” Gallo Asia'h Epperson Adrian Mckinnon Yoo Young-jin Ryan S. Jhun | Obsession              | 2019 | [ 11 ]        |

## P
| Tiêu đề                     | Tác giả                                                   | Album                       | Năm  | Có liên quan  |
| --------------------------- | --------------------------------------------------------- | --------------------------- | ---- | ------------- |
| "Paradise (파라다이스)"     | Brandon Arreaga Edwin Honoret Jake Torrey Michael Matosic | Don't Fight the Feeling     | 2021 | [ 19 ]        |
| "Peter Pan (피터팬)"        | Denzil Remedios Kibwe Luke Ryan S. Jhun                   | XOXO                        | 2013 | [ 1 ]         |
| "Playboy"                   | Jonghyun                                                  | Exodus                      | 2015 | [ 6 ] [ 7 ]   |
| "Promise (EXO 2014) (약속)" | Chen Chanyeol Lay                                         | Love Me Right               | 2015 | [ 21 ] [ 22 ] |
| "Power"                     | JQ Kim Hye-jung (makeumine works)                         | The War: The Power of Music | 2017 | [ 9 ]         |

## R
| Tiêu đề    | Tác giả                                                                                     | Album                   | Năm  | Có liên quan  |
| ---------- | ------------------------------------------------------------------------------------------- | ----------------------- | ---- | ------------- |
| "Run (런)" | Seo Ji-eum Zhou Mi                                                                          | Overdose                | 2014 | [ 26 ] [ 27 ] |
| "Run This" | Amon Hayashi (Digz Inc.)                                                                    | Countdown               | 2016 | [ 15 ]        |
| "Runaway"  | Seo Ji-eum Kevin White (Rice n' Peas) Mike Woods (Rice n' Peas) Andrew Bazzi (Rice n' Peas) | Don't Fight the Feeling | 2021 | [ 19 ]        |

## S
| Tiêu đề                          | Tác giả                                                                                             | Album                       | Năm  | Có liên quan |
| -------------------------------- | --------------------------------------------------------------------------------------------------- | --------------------------- | ---- | ------------ |
| "Sing for You"                   | Kenzie                                                                                              | Sing For You                | 2015 | [ 25 ]       |
| "She's Dreaming (꿈)"            | Chen                                                                                                | Lotto                       | 2016 | [ 14 ]       |
| "Stronger"                       | Jung Joo-hee Agnes Shin                                                                             | Ex'Act                      | 2016 | [ 5 ]        |
| "Sweet Lies"                     | Chanyeol G.Soul                                                                                     | The War: The Power of Music | 2017 | [ 9 ]        |
| "Stay"                           | JQ Lee Ji-hye Sik-K                                                                                 | Universe                    | 2017 | [ 8 ]        |
| "Smile On My Face (여기 있을게)" | JQ Park Ji-hee Brian Kennedy Iain James Samuel Jensen                                               | Don't Mess Up My Tempo      | 2018 | [ 2 ]        |
| "Sign"                           | JQ Mola Harvey Mason Jr Kevin Randolph Patrick J. Que Smith Dewain Whitmore Britt Burton Andrew Hey | Don't Mess Up My Tempo      | 2018 | [ 2 ]        |

## T
| Tiêu đề                                                      | Tác giả                                                                                   | Album                             | Năm  | Có liên quan  |
| ------------------------------------------------------------ | ----------------------------------------------------------------------------------------- | --------------------------------- | ---- | ------------- |
| "Two Moons (두 개의 달이 뜨는 밤)" (featuring Key of SHINee) | Albi Albertsson Yim Kwang-wook                                                            | Mama                              | 2012 | [ 3 ] [ 4 ]   |
| "The First Snow (첫 눈)"                                     | Kenzie                                                                                    | Miracles in December              | 2013 | [ 12 ] [ 13 ] |
| "The Star"                                                   | Soulfulmonster                                                                            | Miracles in December              | 2013 | [ 12 ] [ 13 ] |
| "Thunder (천둥)"                                             | Jeon Gandhi Lin Xin Ye                                                                    | Overdose                          | 2014 | [ 26 ] [ 27 ] |
| "Tender Love"                                                | Gaeko Lim Kwang-wook Ryan Kim Mistazo Dauri Chase                                         | Love Me Right                     | 2015 | [ 21 ] [ 22 ] |
| "Transformer"                                                | Kenzie Jonathan Yip Jeremy Reeves Ray Romulus Ray McCullough                              | Exodus                            | 2015 | [ 6 ] [ 7 ]   |
| "Tactix"                                                     | Daniel Kim Hanif Hitmanic Sabzevari Kamikaoru                                             | Countdown                         | 2016 | [ 15 ]        |
| "They Never Know"                                            | Jo Yoon-kyung                                                                             | Ex'Act                            | 2016 | [ 5 ]         |
| "Twenty Four"                                                | Lee Yoo-jin                                                                               | For Life                          | 2016 | [ 23 ]        |
| "The Eve (전야)"                                             | Hwang Yoo-bin                                                                             | The War                           | 2017 | [ 16 ]        |
| "Touch It (너의 손짓)"                                       | Chen Jo Yoon-kyung                                                                        | The War                           | 2017 | [ 16 ]        |
| "Together"                                                   | MQ Chanyeol                                                                               | EXO PLANET #3 –THE EXO'rDIUM[dot] | 2017 | [ 20 ]        |
| "Tempo"                                                      | JQ PENOMECO Yoo Young-jin Jamil "Digi" Chammas Leven Kali Tay Jasper Adrian Mckinnon MZMC | Don't Mess Up My Tempo            | 2018 | [ 2 ]         |
| "Trauma (트라우마)"                                          | Chanyeol Keynon Moore Cedric "Dabenchwarma" Smith Ryan S. Jhun Danny Jones                | Love Shot                         | 2018 | [ 28 ]        |
| "Trouble"                                                    | Hwang Yoo-bin Jin Suk Choi Karen Poole Bobii Lewis                                        | Obsession                         | 2019 | [ 11 ]        |

## U
| Tiêu đề             | Tác giả     | Album        | Năm  | Có liên quan |
| ------------------- | ----------- | ------------ | ---- | ------------ |
| "Unfair (불공평해)" | Deanfluenza | Sing For You | 2015 | [ 25 ]       |
| "Universe"          | Yoon Sa-ra  | Universe     | 2017 | [ 8 ]        |

## W
| Tiêu đề                             | Tác giả                                                                           | Album                  | Năm  | Có liên quan |
| ----------------------------------- | --------------------------------------------------------------------------------- | ---------------------- | ---- | ------------ |
| "What Is Love"                      | DOM Richard Garcia Teddy Riley Yoo Young-jin                                      | Mama                   | 2012 | [ 3 ] [ 4 ]  |
| "Wolf (늑대와 미녀)"                | Jo Yoon-kyung Nermin Harambašić                                                   | XOXO                   | 2013 | [ 1 ]        |
| "What if... (시선 둘, 시선 하나)"   | The Underdogs Patrick 'J. Que' Smith Dewain Whitmore Adonis Shropshire Seo Ji-eum | Exodus                 | 2015 | [ 6 ] [ 7 ]  |
| "What I Want for Christmas"         | JQ Seolim                                                                         | For Life               | 2016 | [ 23 ]       |
| "Winter Heat"                       | Kim Min-ji                                                                        | For Life               | 2016 | [ 23 ]       |
| "White Noise (백색소음)"            | Seo Ji-eum                                                                        | Ex'Act                 | 2016 | [ 5 ]        |
| "Walk On Memories (기억을 걷는 밤)" | Lee Seu-ran                                                                       | The War                | 2017 | [ 16 ]       |
| "What U Do?"                        | Kenzie                                                                            | The War                | 2017 | [ 16 ]       |
| "With You (가끔)"                   | Chanyeol Kim Min-ji Sons Of Sonix                                                 | Don't Mess Up My Tempo | 2018 | [ 2 ]        |
| "Wait"                              | Seo Ji-eum Andreas Öberg Jimmy Burney                                             | Love Shot              | 2018 | [ 28 ]       |

## X
| Tiêu đề | Tác giả                                    | Album | Năm  | Có liên quan |
| ------- | ------------------------------------------ | ----- | ---- | ------------ |
| "XOXO"  | Steven Lee Goldfingerz Jimmy Richard E.One | Growl | 2013 | [ 24 ]       |

## Y
| Tiêu đề    | Tác giả | Album     | Năm  | Có liên quan |
| ---------- | --- | --------- | ---- | ------------ |
| "Ya Ya Ya" | Kenzie Dwayne Abernathy Jr. Ryan Jhun David Brown Charles Hinshaw Allen Gordon Jr Coko Taj Andrea Martin Ivan Matias | Obsession | 2019 | [ 11 ]       |